# オヴェズゲリドゥイ・アタエフ
オヴェズゲリドゥイ・アタエフ（Öwezgeldi Ataýew、1951年 - ）は、トルクメニスタンの政治家。元議会議長、元国民評議会副議長。

## 経歴
ルハバーツキー地区グルトルイ村出身。1971年、アシュハバード教育学校、1978年、法学専攻でトルクメン国立大学を卒業。
1978年～1980年、トルクメニスタン科学アカデミー哲学課の先任助手、後に初級科学職員。
1980年～1985年、アシュハバード州裁判所（カズイエト）の裁判官、その後1989年中盤までテジェン市裁判所所長を務める。
1989年から、トルクメニスタン最高裁判所の裁判官として働いた。1999年、トルクメニスタン最高裁判所所長に任命された。
2002年11月12日、トルクメニスタン議会（メジリス）議長に選出。2003年8月15日、国民評議会（ハルク・マスラハトイ）副議長に選出される。
2006年12月21日、サパルムラト・ニヤゾフ大統領の死去直後、大統領代行は議会議長のアタエフではなく副首相のグルバングル・ベルディムハメドフが選ばれ、翌22日に議会はアタエフを議会議長から罷免した。
アタエフが大統領代行に選出されなかった理由は、当時アタエフが刑事訴追されていたことにある。アタエフは嫁の出自を理由に息子の結婚に反対し、息子を自殺未遂に追いやったという。2006年9月初め、ニヤゾフ大統領はこの件について知り、アタエフの刑事責任を追及するように検察当局に指示していた。検察当局は、アタエフを訴追するために不逮捕特権の剥奪を議会に要請していたという。2007年2月28日、アタエフはトルクメニスタン最高裁判所により禁固5年を言い渡された。

## パーソナル
「ビタラプルイク」勲章、「ガイラート」メダルを受賞している。